# Суоннелл, Блэр
Майор Блэр Инскип Суоннелл (англ. Blair Inskip Swannell, 20 августа 1875 г. — 25 апреля 1915 г.) — английский регбист, выступавший за клуб «Нортгемптон» и сборную Британских островов. Суоннелл принимал участие в австралийском (1899) и новозеландском (1904) турне «островитян». Поселившись на Зелёном континенте, Суоннелл провёл один матч за «Уоллабис».
Принимал участие во Второй англо-бурской войне в составе Британской армии, был произведён в лейтенанты. В годы Первой мировой войны присоединился к Австралийским имперским силам в звании майора и приступил к службе в Первом батальоне. 25 апреля 1915 г. был убит в ходе высадки в бухте Анзак.

## Биография
Блэр Инскип Суоннелл родился в деревне Уэстон-Андервуд графства Бакингемшир 20 августа 1875 года. Был третьим ребёнком в семье, имел по меньшей мере пятеро братьев и сестёр. Родители — Уильям и Шарлотта. Уильям владел фермой с 17-ю рабочими — взрослыми и детьми. Блэр Инскип обучался дома, затем стал посещать школу Рептон. По окончании школы посещал лекции в морском колледже Темз, где получил специальность второго помощника капитана. Суоннелл не был женат.
В 1897 году, служа помощником капитана на шхуне, впервые посетил Австралию. По возвращении на родину Суоннелл оказался в Британской армии и отправился служить в Южную Африку, где англичане воевали с бурами. Там он пополнил состав 35-го батальона, укомплектованного йоменами из Бакингемшира. 20 января 1902 года стал вторым лейтенантом, а 3 февраля 1903 года получил ранг лейтенанта. Сообщалось, что Суоннелл получил личную отрекомендацию генерала Метьюэна.
Суоннелл увлечённо рассказывал о своих боевых подвигах, коих было «слишком много для одной биографии». Среди них особо примечательны: борьба с повстанцами в Уругвае, охота на тюленя близ мыса Горн и Лабрадора. Кроме того, регбист сообщал о матчах, которые он якобы провёл во Франции, Германии, Южной Африке, Индии, а также в обеих частях Америки. Многие из этих утверждений лишены доказательств. Сообщение об одном из спорных свершений Суоннелла было опубликовано в газете Fielding Star в 1909 г. Он заявил, что принимал участие в Пограничной войне. Однако в данном случае речь не может идти о Кафрских войнах, так как послендний из этих конфликтов завершился в 1879 г., когда Блэру Инскипу было всего четыре. В статье 1925 г. Суоннелл утверждал, что представлял Уэльс и Аргентину на международном уровне.
По завершении второго турне «Британских островов» в Австралии (1904 г.) Суоннелл обосновался в Сиднее. Его всестороннее спортивное развитие позволило ему не только тренировать регбистов, но также руководить хоккеистами, занимать пост вице-президента Сиднейского плавательного клуба и готовить старших кадетов к экзаменам по спасению на воде. Он присоединился к австралийской Милиции и к 1914 г. достиг звания капитана, пройдя при этом необходимые испытания для получения звания майора.

### Галлиполи. Смерть

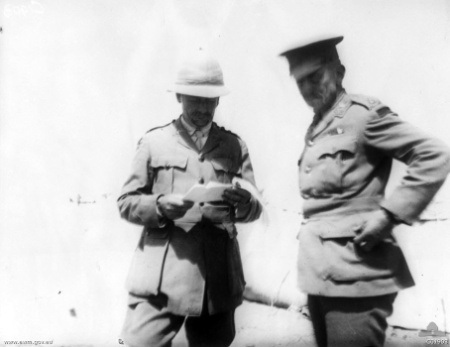
Суоннелл (справа) в Египте, 1915 год

Когда Австралия вступила в Первую мировую войну, Суоннелл был зачислен в вооружённые силы в ранге майора и направлен в Египет. До пункта назначения доьирался на пароходе Afric. В апреле 1915 г. он вместе с другими служащими отправлен в Галлиполи для участия в Дарданелльской операции. Суоннелл и его подчинённые из роты D Первого батальона, переброшенные на пароходе Minewasska, прибыли на полуостров 25 апреля. Рота незамедлительно приступила к тяжёлым боевым действиям, затем была реорганизована и вошла в Двенадцатый батальон. Во время подготовки к нападению на возвышенность Baby 700 Суоннелл и подчинённые попали под мощный обстрел врага. Желая показать своим людям лучший метод прицеливания, офицер был убит выстрелом в голову.
Памяти Суоннелла посвящены два мемориала. Один из них расположен на кладбище Baby 700 в Галлиполи, другой — на стене церкви деревни Уэстон-Андервуд в Бакингемшире.

## Регбийная карьера
Суоннелл играл на позиции нападающего и по крайней мере один матч он провёл в качестве восьмого. На поле он был бескомпромиссным и жёстким, иногда — жестоким. На тренировки Суоннелл приходил в грязной форме, официальные встречи проводил в единственной паре бриджей, также не чистившихся. Столь невнимательное отношение к гигиене и агрессивный стиль игры сделали его антигероем регбийного сообщества.
Суоннелл сформировался как регбист в «Нортгемптоне». В годы выступлений за «святых» Инскип отправился в турне со сборной Британских островов: в 1899 году команда Мэттью Маллино представляла британское регби в Австралии. Суоннелл провёл семнадцать матчей, в том числе три из четырёх встреч со сборной Австралии, пропустив лишь первый проигрыш своей команды. Очки он заработал только в одной игре, 29 июля 1899 года занеся попытку в зону «Уаратаз».

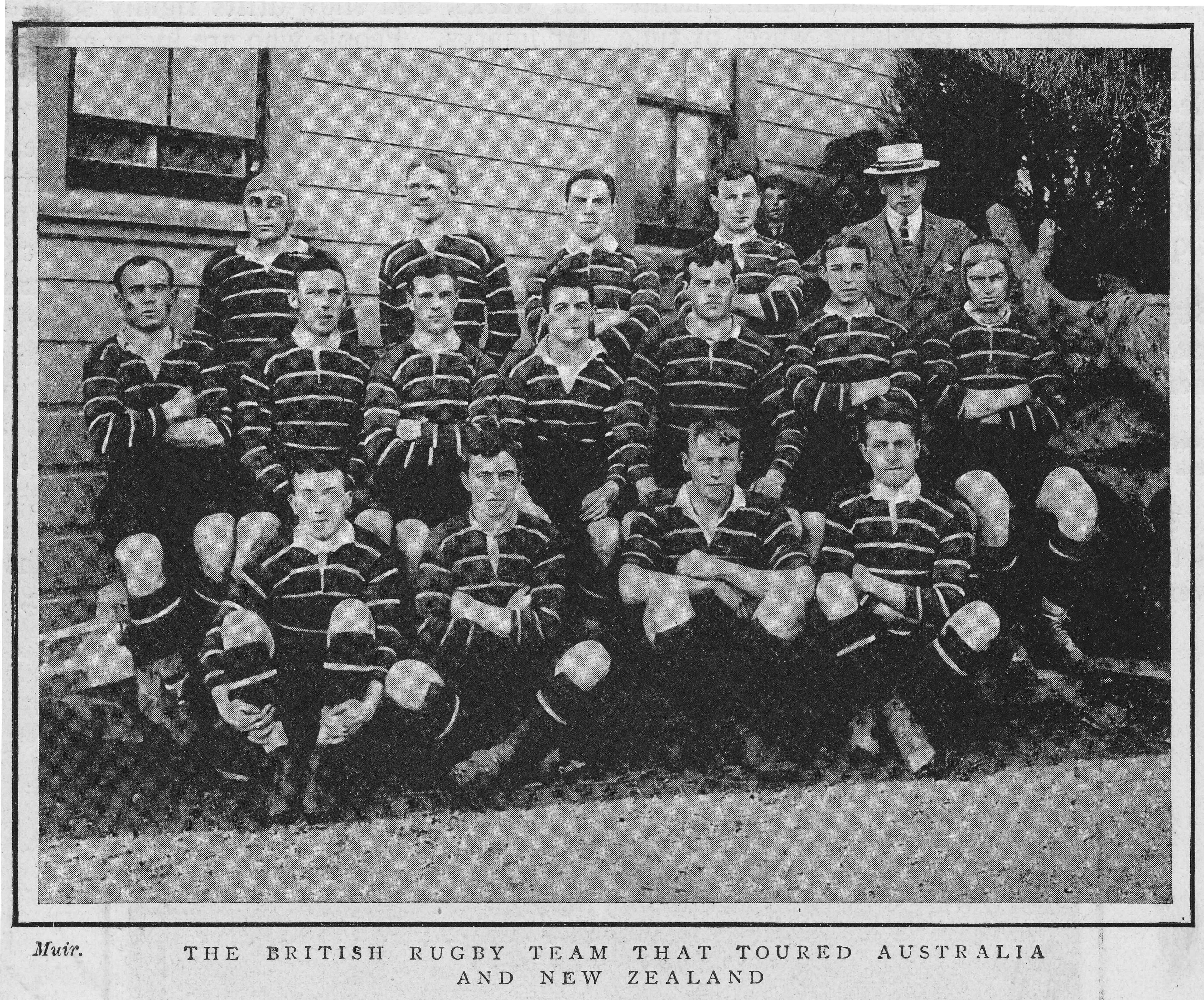
Сборная Британских островов, 1904 год. Суоннелл второй слева в заднем ряду

Суоннелл вернулся в Британию вместе с командой. Он вновь был вызван в сборную в 1904 году, когда «островитяне» отправлялись и в Австралию, и в Новую Зеландию. Регбист провёл 15 матчей в рамках турне, в том числе все четыре встречи с первыми сборными соперников (три против Австралии и одну, заключительную, против «Олл Блэкс»). В третьей из этих игр Суоннелл заработал свои первые и единственные очки на международном уровне, занеся австралийцам попытку на глазах сиднейских болельщиков. В играх с континентальной командой «Британским островам» сопутствовал успех, однако команде Новой Зеландии британцы уступили — впервые со Суоннеллом в составе. В том матче игрок, известный своим наступательным стилем, встретил не менее ожесточённое сопротивление. Он покинул поле с двумя подбитыми глазами и кровотечением. Впрочем, он продолжал демонстрировать бесстрашие.
Когда регбисты снова прибыли на родину, Суоннелл вместе со своими товарищами по команде Дэвидом Беделлом-Сиврайтом и доктором Сидни Краутером решили обосноваться в Австралии. Краутер, однако, позже вернулся в Англию. Блэр Инскип присоединился к сиднейскому клуб «Нортерн Сабёрбз», откуда и получил приглашение в сборную Австралии в 1905 г. Примечательно, что к тому моменту регбист провёл уже шесть матчей против сборной своей новой страны. Дебют Суоннелла в составе австралийцев пришёлся на матч с Новой Зеландией. Тогда «Уоллабис» отправились в первое заморское турне, и первый же матч против принципиальных соперников закончился поражением (3-14). Капитан «кенгуру» Херберт Моран, описывая игру Суоннелла, был достаточно резок. В книге Viewless Winds он говорил следующее: «На протяжении нескольких лет Суоннелл оказывал негативное влияние на сиднейский футбол… его понимание игры сводилось к тренированной жестокости.»
Завершив карьеру, Блэр Инскип продолжил свою спортивную жизнь, устроившись тренером в колледж Св. Джозефа. Там он занимался подготовкой молодёжи к соревнованиям. Новоиспечённый тренер был сторонником командных тренировок, в особенности это касалось игры нападающих. Он утверждал, что именно форварды могут выиграть или проиграть матч. В 1909 г. Суоннелл стал секретарём городского регбийного союза, через год клуб увеличил его жалование с £200 до £250. Нагрузка, которую он оказывал на финансовое состояние клуба, привела к его отставке уже в 1911 г. Несмотря на разрыв экономических отношений, он продолжил работу в структуре на одной из «почётных» должностей. С 1911 г. Суоннелл приступил к судейской деятельности, которая продолжалась до 1914 г. Его способность держать игру под контролем ценилась экспертами.
В Австралии Суоннелл часто публиковался в спортивной прессе, излагая своё мнение по различным вопросам игры. Одной из главных тем его речей были встречи британских команд с заграничными соперниками, в том числе игры против «Ориджинал Олл Блэкс». Суоннелл громко заявлял о поддержке регби как любительского вида спорта. При этом он опроверг заявление Беделла-Сиврайта о том, что во время тура 1904 г. регбисты не получали стипендии. В 1908 г. он принял предложение о написании нескольких статей для издания Star на тему игры в атаке и техники схватки.